# 강릉 한송사지 석조보살좌상 (보물)
강릉 한송사지 석조보살좌상(江陵 寒松寺址 石造菩薩坐像)은 대한민국 강원특별자치도 강릉시, 강릉시립박물관에 있는 고려시대의 불상이다.
1963년 1월 21일 대한민국의 보물 제81호 한송사지석불상(寒松寺址石佛像)으로 지정되었다가, 2010년 8월 25일 현재의 명칭으로 변경되었다.

## 개요
강릉에 있던 한송사가 폐사된 후 명주군 구정면 어단리에 있던 것을 보물로 지정하면서 현재는 강릉시 오죽헌 박물관에 보관하고 있다.
머리와 오른팔이 없어진 불완전한 보살상이지만, 입체감이 풍부하고 매우 활달한 조각수법을 보여주는 희귀한 작품이다. 왼팔은 안으로 꺾어 왼다리에 얹었으며, 오른팔도 역시 그렇게 했을 것으로 추정되지만 없어져서 알 수 없다. 앉은 자세는 왼다리가 안으로 들어가고, 오른다리를 밖으로 내어 발을 그냥 바닥에 놓고 있다. 이런 자세는 보살상에서만 볼 수 있는 것으로, 아마 어느 본존불을 모시던 협시보살이었을것으로 여겨진다. 오른쪽 어깨를 드러낸 채 왼쪽 어깨에서 겨드랑이로 걸친 천의(天衣)는 아주 가벼운 느낌을 주며, 목걸이도 실감나게 묘사되어 있다.
이 보살상은 특이한 자세와 더불어 사실적이며 활달한 조각수법으로 특이할 만하다. 국립춘천박물관에 보관 중인 강릉 한송사지 석조보살좌상(국보 제124호)과 조각수법이 흡사하다.

## 같이 보기
- 강릉 한송사지 석조보살좌상 - 국보 제124호

## 참고 자료
- 강릉 한송사지 석조보살좌상 - 국가유산청 국가유산포털